# Cistus dansereaui
Cistus dansereaui là một loài thực vật có hoa trong họ Nham mân khôi. Loài này được P.Silva mô tả khoa học đầu tiên năm 1980.